# روان‌شناسی فمینیستی
روان‌شناسی فمینیستی (به انگلیسی: Feminist psychology) شکلی از روان‌شناسی است که بر ساختارهای اجتماعی و جنسیت متمرکز است. روان‌شناسی فمینیستی تحقیقات روان‌شناختی را که از منظر مردانه انجام می‌شود با این دیدگاه که مردان هنجار هستند، نقد می‌کند. جهت‌گیری روان‌شناسی فمینیستی به‌سوی ارزش‌ها و اصول فمینیسم است.
مسائل جنسیتی را می‌توان به دسته‌های مختلف تقسیم کرد که می‌تواند بحث‌برانگیز باشد. دسته‌ها می‌توانند شامل روشی باشند که افراد جنسیت خود را شناسایی می‌کنند (برای مثال: مرد، زن، جنسیت کوئیر، تراجنسیتی یا سیسجندر) و این‌که چگونه از ساختارهای اجتماعی مربوط به جنسیت (سلسله‌مراتب جنسیتی)، نقش جنسیت در زندگی فرد به‌عنوان نقش‌های جنسیتی کلیشه‌ای و سایر مسائل مربوط به جنسیت تأثیر می‌پذیرند.
هدف اصلی این رشته مطالعه، درک فرد در ابعاد اجتماعی و سیاسی بزرگتر جامعه است. روان‌شناسی فمینیستی تأکید زیادی بر حقوق زنان دارد. روان‌کاوی به عنوان یک روش بالینی یا درمانی شکل گرفت، و فمینیسم به‌عنوان یک استراتژی سیاسی.